# Manantial Mojarra
Manantial Mojarra är en ort i Mexiko.   Den ligger i kommunen Xochistlahuaca och delstaten Guerrero, i den sydöstra delen av landet, 300 km söder om huvudstaden Mexico City. Manantial Mojarra ligger 365 meter över havet och antalet invånare är 364.
Terrängen runt Manantial Mojarra är kuperad. Runt Manantial Mojarra är det ganska glesbefolkat, med 50 invånare per kvadratkilometer. Närmaste större samhälle är Xochistlahuaca, 3,0 km nordväst om Manantial Mojarra. Omgivningarna runt Manantial Mojarra är en mosaik av jordbruksmark och naturlig växtlighet.